# Jiasi
Jiasi (kinesiska: 贾嗣) är en köping i sydvästra Kina. Den ligger i stadsdistriktet Jiangjin i storstadsområdet Chongqing, omkring 51 kilometer söder om det centrala stadsdistriktet Yuzhong. Antalet invånare är 27 327. Befolkningen består av 13 145 kvinnor och 14 182 män. Barn under 15 år utgör 15,0 %, vuxna 15-64 år 68 %, och äldre över 65 år 16,0 %.